# ジェームズ・スターリング (西オーストラリア州総督)
ジェームズ・スターリング（Admiral Sir James Stirling, 1791年1月28日 - 1865年4月23日）は、イギリスの海軍将校、政治家、外交官。
1804年海軍入隊。ナポレオン戦争、米英戦争に参加した。
1827年、西オーストラリアに植民地を設立するためパースとフリーマントル周辺の現地調査を行った。1831年から1838年まで初代州総督を務めた。任期終了後は海軍に復帰し、地中海艦隊の軍艦の艦長に任命された。主な任務はマルタを拠点にフランス軍を警戒することだった。その後、東インド・中国艦隊の司令官に任命された。
1854年9月7日、スターリング提督率いるイギリス艦隊が長崎に来港、江戸幕府の許可を得た長崎奉行水野忠徳と目付永井尚志が同年10月14日（旧暦嘉永7年8月23日）、日英和親条約に調印した 。